# Westenhanger
Westenhanger ist eine englische Kleinstadt im Südosten der Grafschaft Kent. Sie befindet sich ca. 5 km nordwestlich von Hythe und unmittelbar südlich der Ausfahrt 11 der M20 motorway. Watling Street oder Stone Street ist eine Römerstraße von Lympne nach Canterbury, die durch die Stadt verläuft. Bei der Volkszählung 2011 wurden die Einwohner bei der Gemeinde Stanford (429) mitgezählt.
Westenhanger beheimatet die Folkestone Pferderennbahn, (1898–2012), welche während des Zweiten Weltkriegs der Royal Air Force auch als Flugplatz diente. Neben der Rennbahn befindet sich das Westenhanger Castle.
Westenhanger hat einen eigenen Bahnhof, der von Zügen der Southeastern Eisenbahngesellschaft bedient wird, welche zwischen Charing Cross und Dover via Ashford verkehren.
Im September 2016 haben Entomologen von Public Health England auf einem LKW-Rastplatz nahe einer Westenhanger Tankstelle (Folkestone Service Station) zum ersten Mal in Großbritannien Eier der Asiatischen Tigermücke gefunden.